# تای اولسون
تای اولسون (انگلیسی: Ty Olsson؛ زاده ۲۸ ژانویهٔ ۱۹۷۴) یک هنرپیشه اهل کانادا است.

از برنامه‌های تلویزیونی که وی در آن نقش داشته‌است می‌توان به سقوط‌کرده، دیوار آتش، بیگانه علیه غارتگر ۲ و روز شکرگزاری اشاره کرد.